# Suctobelbella hurshi
Suctobelbella hurshi är en kvalsterart som beskrevs av Arthur P. Jacot 1937. Suctobelbella hurshi ingår i släktet Suctobelbella och familjen Suctobelbidae. Inga underarter finns listade i Catalogue of Life.